# Broumov (district de Tachov)
Pour les articles homonymes, voir Broumov.
Broumov (en allemand : Promenhof ) est une commune du district de Tachov, dans la région de Plzeň, en République tchèque. Sa population s'élevait à 133 habitants en 2022.

## Géographie
Broumov se trouve à 11 km au nord-nord-ouest de Tachov, à 58 km à l'ouest-nord-ouest de Plzeň et à 133 km à l'ouest-sud-ouest de Prague.
La commune est limitée par Tři Sekery au nord, par Zadní Chodov à l'est, par Chodský Újezd au sud, et par l'Allemagne à l'ouest.

## Histoire
La première mention écrite du village date de 1523.

## Transports
Par la route, Broumov se trouve à 11 km de Planá, à 16 km de Tachov, à 68 km de Plzeň et à 165 km de Prague. 